# Anthon Grimsmo
Anthon Grimsmo (Oslo, 5 de julio de 1968) es un deportista noruego que compitió en curling.
Participó en los Juegos Olímpicos de Nagano 1998, obteniendo una medalla de bronce en la prueba masculina. Ganó una medalla de bronce en el Campeonato Europeo de Curling Masculino de 1995.

## Palmarés internacional
| Juegos Olímpicos   | Juegos Olímpicos    | Juegos Olímpicos  | Juegos Olímpicos |
| Año                | Lugar               | Medalla           | Prueba           |
| ------------------ | ------------------- | ----------------- | ---------------- |
| 1998               | Nagano (Japón)      | Medalla de bronce | Equipo           |
| Campeonato Europeo |                     |                   |                  |
| Año                | Lugar               | Medalla           | Prueba           |
| 1995               | Grindelwald (Suiza) | Medalla de bronce | Equipo           |